# Berat Albayrak
Berat Albayrak (Istanbul, 21 febbraio 1978) è un imprenditore e politico turco, ex ministro dell'Energia ed ex ministro delle Finanze della Turchia. Dal 2004 è inoltre genero del presidente turco Recep Tayyip Erdoğan.

## Biografia
Berat Albayrak è nato il 21 febbraio 1978 a Istanbul. Il nome di suo padre è Sadık e il nome di sua madre è Kıymet. La sua famiglia è originaria di Dernekpazarı, Trabzon. Ha completato l'istruzione primaria presso la scuola elementare di Fındıkzade e l'istruzione secondaria presso la scuola superiore maschile di Fatih. Si è laureato presso il dipartimento di economia aziendale dell'Università di Istanbul, proseguendo quindi gli studi a New York, dove ha conseguito un master presso la Lubin School of Business della Pace University. Più tardi ha ottenuto un dottorato di ricerca in ambito bancario e finanziario con una tesi sul finanziamento delle risorse energetiche rinnovabili.
Nel 1999 ha iniziato a lavorare per la società Çalık Holding, ricoprendo diversi incarichi nelle sue controllate turche ed estere. Nel 2002 è stato promosso a direttore finanziario dell'ufficio statunitense della società, e nel 2004 è stato nominato country manager statunitense. Al suo ritorno in Turchia nel 2006, Albayrak ha ricoperto il ruolo di assistente-direttore generale degli affari finanziari della Çalık. È diventato CEO della compagnia nel 2007 (e fino al 2013), venendo inoltre nominato direttore di varie società controllate.

### Carriera politica
Albayrak è stato eletto alla Grande Assemblea Nazionale Turca con l'AKP in seguito alle elezioni generali del giugno 2015, e nel medesimo anno è entrato a far parte della direzione del partito. Rieletto alle elezioni parlamentari turche del novembre 2015, è stato componente del gabinetto di ministri guidato dal premier Ahmet Davutoğlu in qualità di ministro dell'Energia e delle Risorse naturali, carica che ha poi mantenuto (fino al 10 luglio 2018) con il successivo capo del Governo Binali Yıldırım.
Il 9 luglio 2018, il presidente Recep Tayyip Erdoğan ha nominato Albayrak nuovo ministro delle Finanze. Ad un'ora dalla sua nomina, la lira turca ha perso il 3,8% del suo valore. Coinvolto nella crisi monetaria e debitoria turca del 2018, l'8 novembre 2020 ha improvvisamente rassegnato le dimissioni dall'incarico governativo motivandole per motivi di salute, venendo sostituito da Lütfi Elvan.

## Vita privata
Nel 2004 si è sposato con la sociologa Esra Erdoğan, la figlia maggiore del presidente turco Recep Tayyip Erdoğan. La coppia ha quattro figli: tre maschi, Ahmet Akif (nato nel 2006), Sadık Eymen (nato nel 2015) e Hamza Salih (nato nel 2020), e una figlia, Emine Mahinur (nata nel 2009).